# طيبة

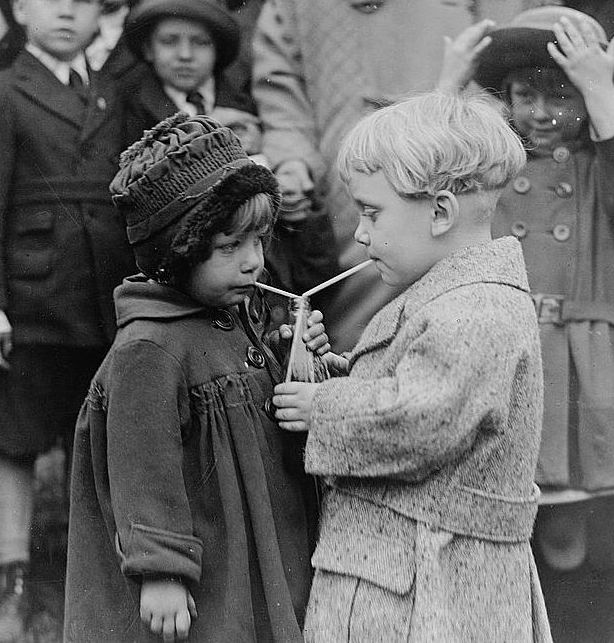
طفلين أمريكيين يتشاركان شرب العصير خلال الاحتفال بعيد القيامة.

الطيبة أو اللطف أو البِشر وهو نوع من السلوك الكريم تجاه الناس الآخرين، من حيث معاملتهم بشكل جيد والكرم نحوهم والقلق عليهم من دون انتظار مكافئة منهم. تعرف بكونها أكبر الفضائل عند العديد من الأديان. قام أرسطو في مؤلفه الخطابة بتعريف الطيبة بكونها السلوك المساعد للأخرين من دون تلقي مردود منهم. وقد صنفها الجاحظ من ضمن الأخلاق الفاضلة وعبّر عنها: "البِشر، وهو إظهار السرور بما يلقاه الإنسان [...]، والتبسم عند اللقاء ، وهذا الخلق مستحسن من جميع الناس". فيما عرفها نيتشه بأنها نوع من الحب وأنها أكثر العوامل المؤثرة في العلاقات الإنسانية. عرفت الطيبة أيضاً بكونها أحد فضائل الشهامة والمروءة عند الرجال.

## الطيبة في الإسلام
الطيبة أو اللطف هو الفعل الذي يقرب العبد إلى الطاعة ويبعده عن المعصية بحيث لا يؤدي إلى الإلجاء أي الاضطرار، كبعثة الأنبياء، فإنا نعلم بالضرورة أن الناس معها أقرب إلى الطاعة وأبعد من المعصية.

## الطيبة في المسيحية
أوصى المسيح بالطيبة وبفعل الخير للناس من دون مقابل. ويذكر في إنجيل لوقا وَإِنْ أَحْبَبْتُمُ الَّذِينَ يُحِبُّونَكُمْ، فَأَيُّ فَضْل لَكُمْ؟ فَإِنَّ الْخُطَاةَ أَيْضًا يُحِبُّونَ الَّذِينَ يُحِبُّونَهُمْ." (لو 6: 32). كما تكلم الإنجيل عن عدة أمثال متعلقة بالأفعال الطيبة كمثل السامري الصالح ومثل الإبن الضال.

## علم النفس
يوصي علماء النفس بالسلوك الطيب تجاه الناس وخصوصاً للأطفال، وتقول كل من باربرا تايلور وآدم فيليبس أن السلوك الطيب تجاه الأناس الآخرين يغيرهم بشكل غير متوقع.

## اليوم العالمي للطيبة
في سنة 1998 تم تحديد يوم 13 نوفمبر من كل سنة ليتم الاحتفال به بيوم الطيبة العالمي من قبل حركة الطيبة العالمية. ويتم الاحتفال بهذا اليوم في عدة دول مثل المملكة المتحدة وكندا وأستراليا ونيجيريا والإمارات العربية المتحدة وسنغافورة وإيطاليا والهند.